# The Death Ray

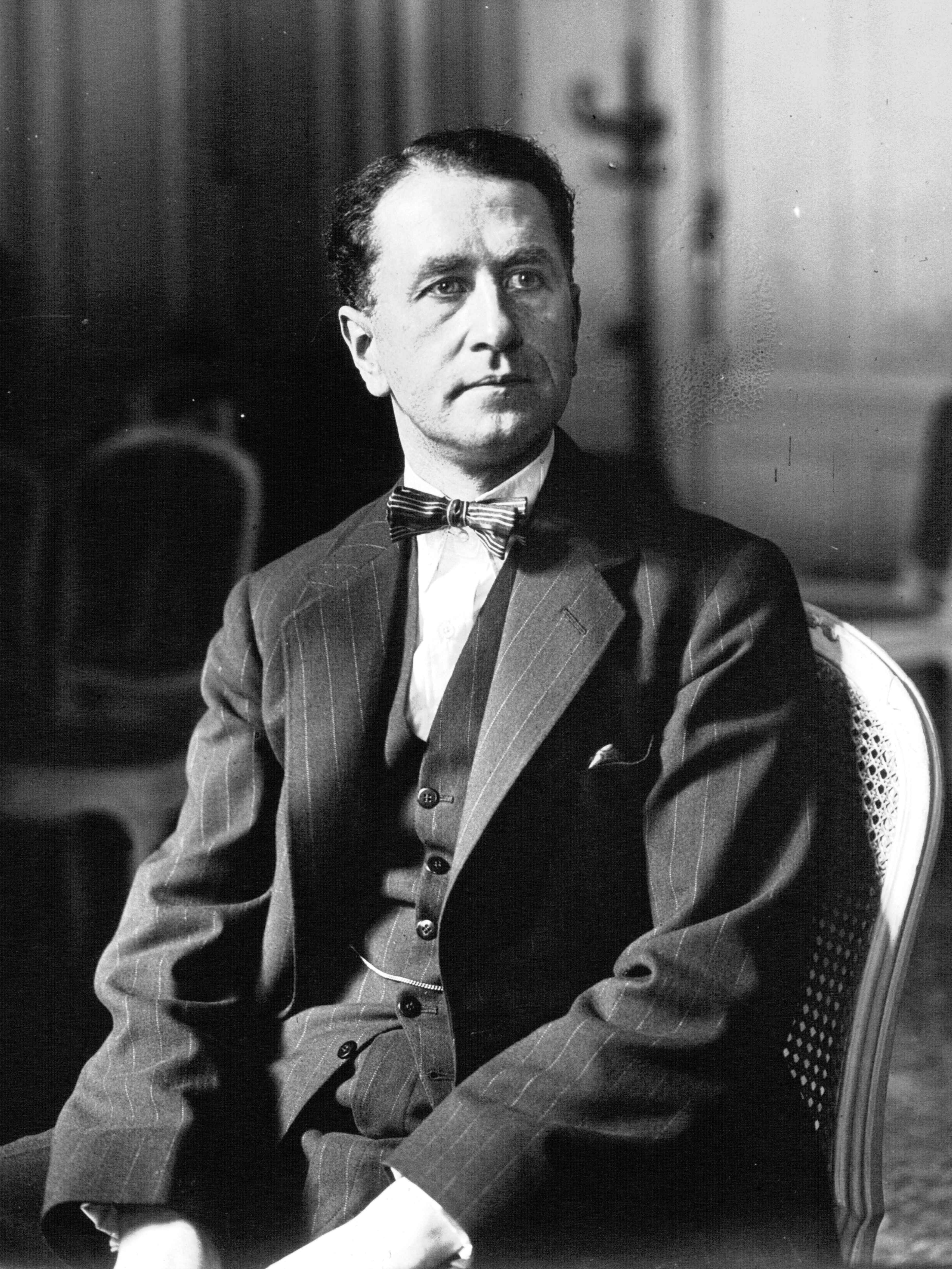
Harry Grindell Matthews nel 1924

The Death Ray è un cortometraggio muto del 1924 scritto e diretto da Gaston Quiribet. Il film è un documentario su Death Ray, come venne soprannominato l'inventore inglese Harry Grindell Matthews (1880-1941) che, con questo film, voleva mostrare i suoi esperimenti di accensione di un esplosivo a distanza.

## Produzione
Il film fu prodotto dalla Hepworth.

## Distribuzione
Distribuito dalla Novello-Atlas, il film - un cortometraggio di 24 minuti - uscì nelle sale cinematografiche britanniche nell'ottobre 1924.  Negli Stati Uniti, venne distribuito il 19 ottobre del 1924 dalla Pathé Exchange.